# Arabis sachokiana
Arabis sachokiana är en korsblommig växtart som först beskrevs av Nikolaj Adolfovitj Busj, och fick sitt nu gällande namn av Nikolaj Adolfovitj Busj. Arabis sachokiana ingår i släktet travar, och familjen korsblommiga växter. Inga underarter finns listade i Catalogue of Life.